# Cinematica stellare
La cinematica stellare è lo studio del movimento delle stelle indipendentemente dal modo in cui esse lo hanno acquisito. Essa differisce dalla dinamica stellare in quanto quest'ultima tiene conto della forza di gravità. Il movimento di una stella rispetto al Sole può fornire informazioni importanti circa la sua origine e la sua età nonché circa la struttura e l'evoluzione della galassia di cui essa fa parte.
Fra gli astronomi c'è ampio accordo sul fatto che la maggior parte delle stelle nascono all'interno di nubi molecolari. Le stelle che sono nate all'interno della stessa nube formano un ammasso aperto che può contenere da alcune decine ad alcune migliaia di stelle. Questi ammassi tendono a dissolversi con il tempo perché le stelle cominciano a muoversi con velocità leggermente differenti. L'ammasso diventa allora una associazione stellare, in quanto le stelle non sono più abbastanza vicine per essere considerate un ammasso, sebbene siano legate tra di loro e posseggano lo stesso moto proprio.

## Velocità nello spazio
Il moto di una stella può essere diviso in due componenti: la componente di avvicinamento o allontanamento dal Sole, conosciuta come velocità radiale, può essere misurata tramite i cambiamenti nello spettro della stella causati dall'effetto Doppler; viceversa, la componente di moto trasversale rispetto al Sole, chiamata moto proprio, può essere calcolata misurando il movimento della stella sullo sfondo di oggetti più distanti. Una volta che la distanza della stella è stata determinata tramite misure astrometriche come la parallasse, può anche essere calcolata la velocità nello spazio della stella. Il valore ottenuto è quello del moto della stella rispetto al Sole o al sistema di riposo locale (SRL). Quest'ultimo rappresenta il movimento medio della materia nella Via Lattea intorno al centro galattico nelle vicinanze del Sole. Il movimento del Sole rispetto all'SRL è chiamato moto particolare del Sole.
Le componenti della velocità di un astro rispetto all'SRL vengono di solito espresse mediante il sistema di coordinate galattiche e sono designate con U, V e W. L'unità di misura utilizzata è il chilometro al secondo (km/s). U positivo indica un movimento verso il centro galattico, V positivo un movimento nella direzione del moto di rotazione galattico, W positivo un movimento nella direzione del polo nord galattico. Il movimento particolare del Sole rispetto all'SRL è (U, V, W) = (10,00 ± 0,36; 5,23 ± 0,62; 7,17 ± 0,38) km/s.
Le stelle nella Via Lattea possono essere suddivise in due grandi popolazioni, basandosi sulla loro metallicità, o proporzione degli elementi più pesanti dell'elio. Si è potuto appurare che, fra le stelle più vicine al Sole, quelle di popolazione I, cioè le stelle aventi alta metallicità, si muovono in genere più lentamente delle stelle di popolazione II, che, avendo metallicità minore, sono considerate più vecchie. Inoltre queste ultime hanno orbite ellittiche e inclinate rispetto al piano della galassia.
All'interno della Via Lattea, le stelle possono essere classificate tramite la loro cinematica come appartenenti al disco galattico, all'alone galattico e al bulge. C'è una forte correlazione fra la cinematica di queste stelle e la loro composizione chimica: ciò indica processi di formazione differenti. Le stelle dell'alone galattico possono essere ulteriormente suddivise in due sottogruppi: quelle dell'alone interno, contraddistinte da un moto progrado rispetto a quello galattico, e quelle dell'alone esterno che hanno invece moto retrogrado.
Il raffronto fra la cinematica delle stelle vicine a noi ha inoltre permesso di identificare delle associazioni stellari: si tratta probabilmente di gruppi di stelle che sono nate dalla stessa nube molecolare gigante.

## Stelle ad alta velocità
Una stella ad alta velocità è una stella che si muove molto velocemente rispetto all'SRL; a seconda delle definizioni, la velocità minima per potersi definire una stella ad alta velocità varia da 65 km/s a 100 km/s. Tale velocità viene a volte definita come velocità supersonica rispetto al mezzo interstellare. Vi sono tre tipi di stelle ad alta velocità: le stelle fuggitive, le stelle dell'alone e le stelle iperveloci.

### Stelle fuggitive

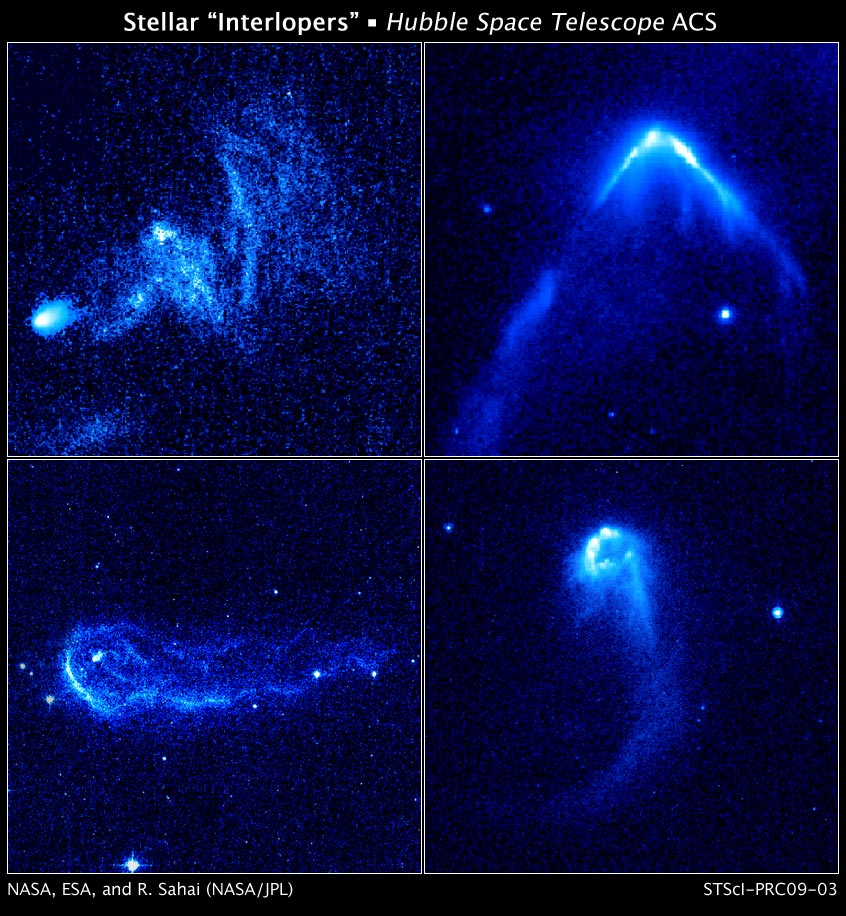
Quattro stelle fuggitive attraversano regioni di denso gas interstellare producendo luminose onde a forma di arco e trascinando dietro di sé code di gas brillante. Le stelle in queste immagini fanno parte di una serie di 14 giovani stelle fuggitive riprese dalla Advanced Camera for Surveys del telescopio spaziale Hubble fra l'ottobre del 2005 e il luglio del 2006.

Una stella fuggitiva è una stella che si muove nello spazio a una velocità molto alta rispetto al mezzo interstellare. Questi tipi di astri di solito provengono da una associazione stellare, di cui inizialmente facevano parte e da cui sono stati espulsi.
Le stelle fuggitive sono originate da due possibili meccanismi:
- dall'incontro di due sistemi binari, che può causare lo smembramento di entrambi i sistemi e l'espulsione di una o più stelle ad alta velocità;
- dall'esplosione di una supernova appartenente a un sistema stellare multiplo, che può imprimere una forte accelerazione alle componenti rimaste.

Benché entrambi i meccanismi siano teoricamente possibili, di fatto il secondo è il più frequente in quanto l'incontro fra stelle è un fenomeno raro.
Un caso di stelle fuggitive collegate fra loro è rappresentato da AE Aurigae, 53 Arietis e Mu Columbae, che stanno allontanandosi l'una dall'altra a velocità superiori a 100 km/s. Percorrendo a ritroso i cammini percorsi da queste stelle, si può osservare che essi si intersecano nei pressi della Nebulosa di Orione. L'Anello di Barnard è considerato il resto della supernova che ha accelerato tali stelle fuggitive circa 2 milioni di anni fa.

### Stelle dell'alone galattico
Le stelle dell'alone galattico sono stelle molto vecchie che hanno un moto diverso da quello del Sole e della maggior parte delle stelle nelle vicinanze del Sole. Mentre queste ultime si muovono in orbite circolari intorno al centro galattico, le stelle dell'alone hanno orbite ellittiche e inclinate rispetto al piano della galassia. Benché le loro velocità orbitali non siano necessariamente superiori a quella del Sole, la peculiarità delle loro orbite fa sì che esse abbiano una velocità relativa molto alta rispetto al Sole e all'SRL.
I tipici esemplari di queste stelle passano attraverso il disco galattico con inclinazioni molto accentuate. Una delle 25 stelle più vicine a noi, la Stella di Kapteyn, è un esempio di queste stelle: la sua velocità radiale è -245 km/s e le componenti della sua velocità nello spazio sono U = 19 km/s, V = -288 km/s, e W = -52 km/s.

### Stelle iperveloci
Una stella iperveloce (in inglese hypervelocity star, lista di catalogo HVS) ha una velocità orbitale superiore a quella delle stelle fuggitive, superiore persino alla velocità necessaria per sfuggire all'attrazione gravitazionale della galassia; per tale motivo è anche detta stella esule. Le normali stelle della galassia hanno velocità dell'ordine di 100 km/s, mentre le stelle iperveloci (soprattutto nei pressi del centro della Via Lattea, dove la gran parte di esse ha origine), hanno velocità dell'ordine di 1000 km/s o superiori.

## Gruppi cinematici
Un gruppo di stelle che condividono moti nello spazio simili ed età simili è definito gruppo cinematico. Si tratta di stelle che hanno una origine comune, come il medesimo ammasso aperto, o che comunque si sono formate in seguito a starburst verificatisi in regioni fra loro adiacenti. La maggior parte delle stelle nascono all'interno di nubi molecolari: le stelle formatesi all'interno di queste nubi restano all'inizio legate gravitazionalmente in ammassi aperti, ognuno dei quali può comprendere da qualche decina a qualche migliaia di stelle. Tali ammassi tendono a disgregarsi con il tempo dando vita ad associazioni stellari che sono gruppi di stelle che, pur non essendo più legate gravitazionalmente, condividono lo stesso moto nello spazio.
Gli astronomi sono in grado di determinare se un gruppo di stelle fa parte della stessa associazione stellare sulla base della loro età, della loro metallicità e del loro moto. Poiché le stelle appartenenti a una medesima associazione si sono formate più o meno nello stesso tempo dalla stessa nube di gas, esse mantengono alcune caratteristiche comuni, come la composizione chimica e il moto.
Le associazioni stellari furono scoperte dall'astronomo armeno Viktor Amazaspovič Ambarcumjan nel 1947. Gli identificativi delle associazioni sono formati dal nome o abbreviazione della costellazione (o costellazioni) in cui sono poste, dal tipo di associazione e, a volte, da un numero progressivo.

### Tipi di associazioni stellari

Una immagine di una nube molecolare nella costellazione dell'Unicorno.

Viktor Ambartsumian ha classificato le associazioni stellari in due gruppi, da lui chiamati OB e T, basandosi sulle proprietà delle stelle che le formano. L'esistenza di un terzo tipo, chiamato R, è stata suggerita da Sidney van den Bergh: esso comprende le associazioni che illuminano le nebulose a riflessione.
Le associazioni di tipo OB, T e R sono costituite tutte da stelle giovani, ma è incerto se sia possibile stabilire una sequenza evolutiva che porta da un gruppo agli altri. Inoltre alcuni gruppi di stelle presentano sia caratteristiche proprie delle associazioni OB che caratteristiche proprie di quelle T, sicché la distinzione fra i due tipi non sembra del tutto definita.
Le associazioni OB contengono 10-100 stelle massicce di tipo O e B che si ritiene essere nate all'interno della stessa nube molecolare gigante. Assieme a queste stelle massicce si formano centinaia di stelle di massa minore. Il gas residuo appartenente alla nube viene spazzato via dal vento stellare prodotto dalle stelle O e B che si sono formate al suo interno. Queste associazioni tendono a disgregarsi in pochi milioni di anni. Gli astronomi ritengono che la maggior parte delle stelle della Via Lattea si sia formata all'interno di associazioni OB.
Sulla base delle misure del satellite Hipparcos sono state individuate decine di associazioni OB entro il raggio di 650 parsec dal Sole, la più vicina delle quali è risultata essere l'Associazione Scorpius-Centaurus, distante 380-470 anni luce.
Le associazione OB sono state osservate anche all'interno della Grande Nube di Magellano e della galassia di Andromeda: esse hanno dimensioni considerevoli, arrivando a 1500 anni luce di diametro.
Le associazioni stellari possono contenere un alto numero di stelle T Tauri che non sono ancora entrate nella sequenza principale: queste associazioni, chiamate associazioni T, possono contenere fino a un migliaio di stelle di questo tipo. La più vicina di esse è l'associazione T Toro-Auriga (associazione T Tau-Aur), distante 140 parsec dal Sole. Altri esempi di questo tipo di associazione sono l'associazione T R Coronae Australis, l'associazione T Lupo, l'associazione T Camaleonte e l'associazione T Velorum. Le associazioni T sono spesso osservabili nelle vicinanze delle nubi molecolari da cui hanno avuto origine; alcune, sebbene non tutte, possono includere anche stelle O e B.
Le associazioni stellari che illuminano nebulose a riflessione sono chiamate associazioni R. Questi gruppi contengono stelle di sequenza principale che non sono abbastanza massicce da disperdere la nube in cui si sono formate. Questo permette agli astronomi di studiare le proprietà delle nubi oscure che circondano i membri dell'associazione. Poiché le associazioni R sono più numerose di quelle OB, la loro distribuzione viene utilizzata per studiare la struttura dei bracci a spirale della nostra galassia. Un esempio di associazione R è la Nube molecolare di Monoceros R2, distante da noi circa 830 parsec.
Le associazioni stellari possono continuare ad esistere come un insieme in qualche modo coerente di stelle che condivide lo stesso moto proprio anche per molto tempo. Esistono associazioni molto vecchie, aventi anche 2 miliardi di anni, come quella di HR 1614, e associazioni molto più giovani come quella AB Doradus che ha circa 50 milioni di anni. Esse sono state intensamente studiate dall'astronomo Olin J. Eggen negli anni sessanta. Una lista delle associazioni stellari più vicine è stata compilata da López-Santiago et al.

### Corrente stellare
Una corrente stellare è un'associazione di stelle che orbita attorno ad una galassia; può essere ciò che resta di un ammasso globulare o di una galassia nana che è stata disgregata dalle potenti forze mareali e deformata fino ad assumere un aspetto simile ad un nastro.

### Alcuni gruppi cinematici conosciuti
Segue una lista di alcuni gruppi cinematici conosciuti:
- Associazione dell'Orsa Maggiore
- Associazione Locale (Associazione delle Pleiadi)
- Associazione Scorpius-Centaurus
- Associazione di Antares
- Corrente delle Iadi
- Associazione di IC 2391
- Associazione di Beta Pictoris
- Associazione di Castore
- Associazione di AB Doradus
- Associazione di Zeta Herculis
- Associazione di Alfa Persei
- Associazione della Corona Australe
- Ammasso aperto di Epsilon Chamaeleontis
- Corrente stellare di Ercole
- Associazione MBM 12
- Associazione Tucana-Horoglium
- Associazione di TW Hydrae